# Shōma Uno
Shōma Uno (宇野 昌磨, Uno Shōma) est un patineur artistique japonais, né le 17 décembre 1997 à Nagoya.
Il est double médaillé d'or aux mondiaux 2022 et 2023, ainsi que double vice-champion en 2017 et en 2018. Il remporte la médaille d'argent aux Jeux olympiques d'hiver de 2018 et la médaille de bronze en 2022 où il est également médaillé de bronze à l'épreuve par équipes de patinage artistique.
Il est le premier patineur à avoir réussi un quadruple flip dans une compétition lors du 2016 Team Challenge Cup.

## Biographie

### Jeunesse et début de carrière
Shōma Uno commence le patinage à l'âge de cinq ans. Il a pour idole Daisuke Takahashi.
Il fait ses débuts internationaux junior lors de la saison 2011-2012. Aux Jeux olympiques de la jeunesse d'hiver de 2012, il remporte la médaille d'or par équipes et celle d'argent en individuel.
Lors de sa dernière saison en junior en 2014-2015, il gagne notamment l'Asian Trophy chez les seniors, le Grand Prix junior de Croatie, les Finales du Grand Prix junior, le titre de champion junior du Japon, finissant deuxième chez les seniors. Il est ensuite cinquième du Championnat des quatre continents pour son premier championnat majeur chez les seniors. Il devient champion du monde junior en fin de saison.

### Révélation en 2015-2016
Pour son premier Grand Prix senior, Shōma Uno finit deuxième du Skate America derrière Max Aaron. Ensuite, au Trophée de France, il gagne le programme court mais le programme libre est annulé. Il est donc désigné vainqueur de la compétition. Qualifié pour la finale du Grand Prix, il se classe troisième derrière Yuzuru Hanyu et Javier Fernandez avec un score de 276,79 points.

### Saison 2016-2017: Premier titre national
En l'absence du favori Yuzuru Hanyu, Shoma Uno, âgé de 19 ans, remporte son premier titre national après avoir établi un nouveau record personnel de 192.36 points lors du programme long et un score total de 280.41 points.

### Saison 2017-2018: Médaille olympique
Aux Jeux olympiques d'hiver de 2018, il se place troisième au programme court avec un score de 104.17 points, puis, réalise un score de 202.73 au programme long. Il se place ainsi deuxième avec un total de 306.48 et remporte la médaille d'argent en devançant le patineur espagnol Javier Fernández de 1.66 points.
Aux Championnats du monde de Milan, malgré une blessure inquiétante, Shoma Uno établit un score de 94.26 points au programme court et un score de 179.51 points au programme long. Il remporte la médaille d'argent avec un total de 272.77 et réalise sa meilleure saison.

### Saison 2021-2022: Champion du monde
Au Trophée NHK, il survole la compétition en terminant à la première place avec un score total de 290.15 points, soit 30 points au-dessus de l'américain Vincent Zhou qui termine second.
Aux Jeux olympiques d'hiver de Pékin, il termine à la troisième place avec un score total de 293.00 points et remporte la médaille de bronze. Il se place ainsi devant Yuzuru Hanyu de plus de 10 points mais derrière Yuma Kagiyama,.
En l'absence des deux favoris de la compétition, Nathan Chen et Yuzuru Hanyu, déclarés forfaits, Shoma Uno et son compatriote Yuma Kagiyama ont la voie libre pour se battre afin de remporter la médaille d'or aux Championnats du Monde de Montpellier. Shoma établit un nouveau record personnel de 109,63 points lors du programme court et se place provisoirement à la première position. Lors du programme long, il établit également un nouveau record personnel de 202.85 en patinant sur Boléro de Maurice Ravel. En établissant un total de 312.48 points, il améliore fortement ses records personnels et devient pour la première fois champion du monde.

### Saison 2022-2023: Champion du Grand-Prix
En tête à l'issue du programme court avec un score de  99.99, Shoma Uno s'est imposé lors de la finale du Grand Prix de Turin avec un score total de 304.46 points, loin devant son compatriote Sota Yamamoto (274.35 points) et l'Américain Ilia Malinin (271,94 points). Il a battu son record personnel sur le programme libre en établissant un score de 204.47. Il remporte ainsi son premier Grand Prix après avoir terminé deux fois second et deux fois troisième.

## Palmarès
| Compétition                                                                           | 2012    | 2013    | 2014    | 2015    | 2016    | 2017    | 2018    | 2019    | 2020    | 2021    | 2022    | 2023    | 2024    |  |
| Jeux olympiques d'hiver                                                               |         |         |         |         |         |         | 2e      |         |         |         | 3e      |         |         |  |
| Championnats du monde                                                                 |         |         |         |         | 7e      | 2e      | 2e      | 4e      | CA      | 4e      | 1er     | 1er     | 4e      |  |
| Quatre continents                                                                     |         |         |         | 5e      | 4e      | 3e      | 2e      | 1er     | F       | CA      |         |         |         |  |
| Championnats du Japon                                                                 | 9e      | 11e     | 7e      | 2e      | 2e      | 1er     | 1er     | 1er     | 1er     | 2e      | 2e      | 1er     | 1er     |  |
| Championnats du monde juniors                                                         | 10e     | 7e      | 5e      | 1er     |         |         |         |         |         | CA      |         |         |         |  |
|                                                                                       |         |         |         |         |         |         |         |         |         |         |         |         |         |  |
| Grand Prix ISU                                                                        | 2011/12 | 2012/13 | 2013/14 | 2014/15 | 2015/16 | 2016/17 | 2017/18 | 2018/19 | 2019/20 | 2020/21 | 2021/22 | 2022/23 | 2023/24 |  |
| Finale du Grand Prix                                                                  |         |         |         |         | 3e      | 3e      | 2e      | 2e      |         | CA      | CA      | 1er     | 2e      |  |
| Skate America                                                                         |         |         |         |         | 2e      | 1er     |         |         |         |         | 2e      |         |         |  |
| Skate Canada                                                                          |         |         |         |         |         |         | 1er     | 1er     |         | CA      |         | 1er     |         |  |
| Coupe de Chine                                                                        |         |         |         |         |         |         |         |         |         |         |         |         | 2e      |  |
| Trophée de France                                                                     |         |         |         |         | 1er     |         | 2e      |         | 8e      | CA      |         |         |         |  |
| Coupe de Russie                                                                       |         |         |         |         |         | 2e      |         |         | 4e      |         |         |         |         |  |
| Trophée NHK                                                                           |         |         |         |         |         |         |         | 1er     |         |         | 1er     | 1er     | 2e      |  |
| Légende : F = Forfait ; CA = Compétitions annulées à cause de la pandémie de Covid-19 |         |         |         |         |         |         |         |         |         |         |         |         |         |  |